# کالیال
کالیال (به لاتین: Kalyal) یک منطقهٔ مسکونی در روسیه است که در داغستان واقع شده‌است.